# Frank Kleber
Frank Kleber (* 11. Februar 1981 in Gräfelfing) ist ein deutscher Skeletonfahrer.

## Karriere
Frank Kleber ist gelernter Fliesenleger und arbeitet im väterlichen Betrieb. Der Sportler vom BSC München ist seit 1988 aktiver Skeletonpilot. Er kam schon als Sechsjähriger zu diesem Sport, weil sein Vater Franz Kleber mehrfacher Deutscher Meister in dieser Sportart war. Sein Weltcupdebüt gab er 1999 als 28. in Igls. 2001 in Nagano kam er als Neunter erstmals unter die besten zehn. Seine bislang beste Platzierung war ein zweiter Platz in Sigulda. Im Gesamtweltcup war er 2003/04 Dritter und 2004/05 Siebter.
Schon bei Juniorenweltmeisterschaften konnte er 2003 den Titel gewinnen. Bei Seniorenweltmeisterschaften gewann er 2004 in Königssee Bronze, 2007 in St. Moritz wurde er Zehnter. Bei Europameisterschaften wurde Kleber 2004 Vierter und gewann 2005 Silber. Für Olympische Spiele konnte er sich 2002 qualifizieren und wurde Elfter.
2003 wurde Kleber Juniorenmeister, im Seniorenbereich wurde er 2001, 2004 und 2005 Vizemeister und 2002, 2003 und 2006 wurde er Dritter. 2007 wurde er im Team mit Sandra Kiriasis, Berit Wiacker, Monique Riekewald, Karl Angerer und Marc Kühne Weltmeister im erstmals ausgetragenen Team-Wettbewerb der Bob- und Skeleton-WM. Nach der Saison 2006/07 beendete Kleber seine aktive Karriere.